# Michał Franciszek Karpowicz

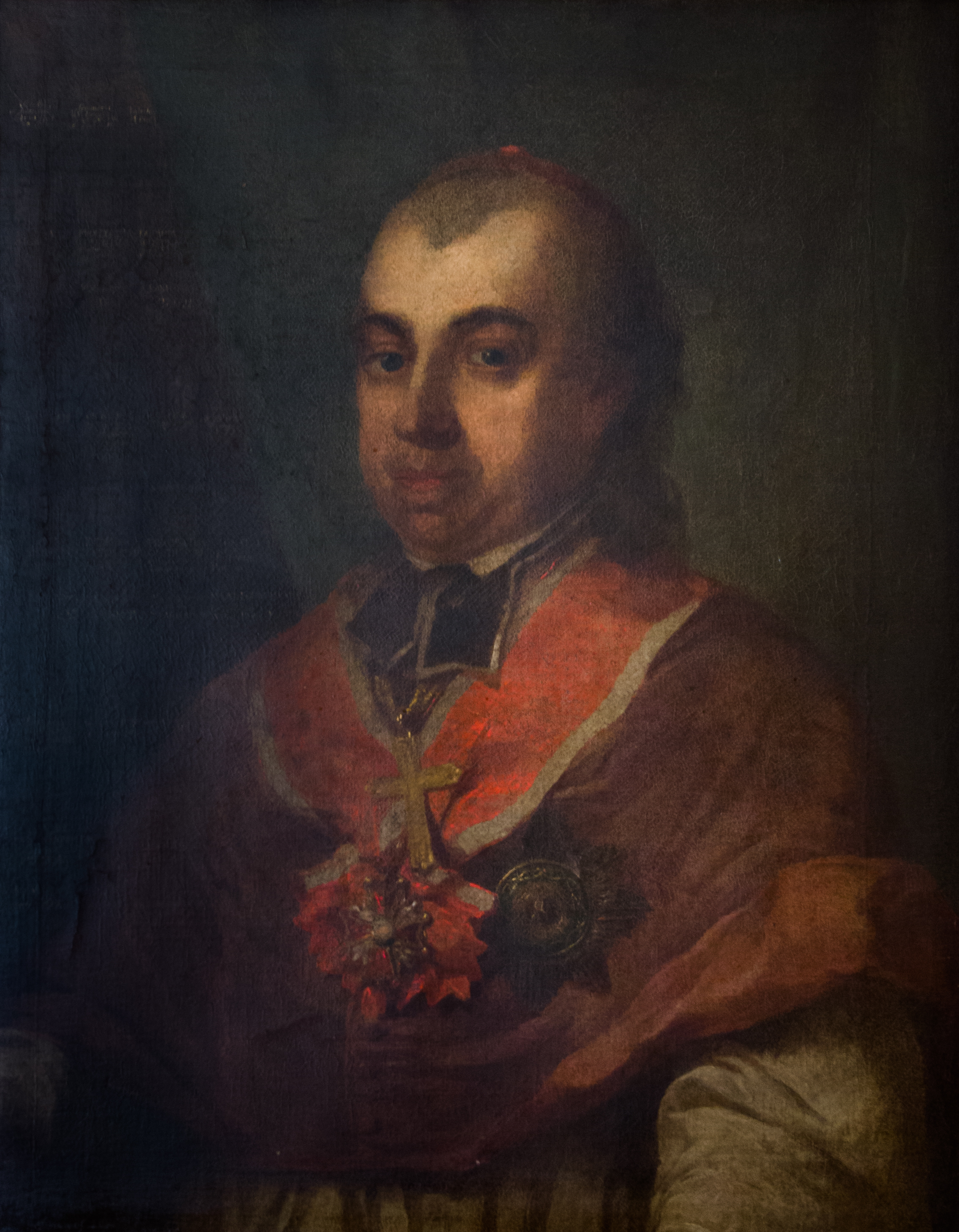
Portret bp. Michała Franciszka Karpowicza, autorstwa uczniów Marcello Bacciarellego, najprawdopodobniej z 1796 r., Parafia Wigry

Michał Franciszek Karpowicz herbu Korab krypt.: X. M. F. K. P. G.; X. M. F. K. P. G. i P., (ur. 4 października 1744, zm. 5 listopada 1803) – polski duchowny katolicki, kaznodzieja, poeta, członek Zgromadzenia Misji, członek Rady Narodowej Litewskiej w 1794 roku, zastępca kierownika Wydziału Instrukcji Deputacji Centralnej Wielkiego Księstwa Litewskiego w powstaniu kościuszkowskim.

## Życiorys
Urodził się w roku 1744 w Kamieńcu (woj. brzesko-litewskie). Pierwsze nauki (1757-1761) pobierał u jezuitów w Brześciu. Święcenia kapłańskie przyjął prawdopodobnie w roku 1761. W warszawskim Zgromadzeniu Misji odbywał dalsze studia. W roku 1767 został mianowany profesorem filozofii warszawskiego seminarium świętokrzyskiego. W roku 1771 przeniesiony został do Krakowa gdzie, poza obowiązkami kaznodziejskimi, prowadził w tamtejszym seminarium wykłady teologii. W latach 1772–1774 w wileńskim seminarium diecezjalnym wykładał teologię i historię Kościoła. W roku 1774, podczas warszawskiego konwentu prowincjonalnego misjonarzy, popadł w zatarg z władzami zgromadzenia i wystąpił z klasztoru.
28 marca 1799 mianowany pierwszym w historii biskupem diecezji wigierskiej. Sakry udzielił mu bp Jan Chrzciciel Albertrandy 30 marca 1800 roku. Archidiakon smoleński, był członkiem sprzysiężenia, przygotowującego wybuch powstania kościuszkowskiego na Litwie.

## Twórczość

### Ważniejsze kazania i mowy
1. Kazanie na przyjęcie do kościoła Misjonarzów wileńskich in Monte Salvatoris ciała... z... Radziwiłłów Brigitty Sołłohubowej... 13 grudnia miane..., Wilno 1773
2. Kazanie na pogrzebie... Franciszki z Chaleckich Pociejowej... miane... 31 stycznia r. 1774, Wilno (1774)
3. Kazanie... w kościele P. P. Kanoniczek r. 1774 w Marywilu, w Warszawie, w dzień Niepokalanego Poczęcia N. M. Panny, Wilno 1775; wyd. następne: zobacz poz. 12, t. 1
4. Kazanie w kaplicy Collegium Nobilium... ks. ks. pijarów, do kawalerów tam edukujących się, w Warszawie, w niedzielę pierwszą po Trzech Królach r. 1775 miane. (O edukacji młodzi pożytecznej Bogu i ojczyźnie), Warszawa (1775); wyd. następne: zobacz poz. 12, t. 1
5. Kazanie... do... Trybunału Głównego W. Ks. Litewskiego w Grodnie... w dzień... imienin... Antoniego Giełguda... i Antoniego Tyzenhauza. (O sprawiedliwości, jaką obywatele winni są ojczyźnie i sobie), Wilno 1775; wyd. następne: zobacz poz. 11; poz. 12, t. 1
6. Kazanie w dzień... ś. Anny, w kościele Ś. Katarzyny p. p. zakonnych benedyktynek. (O pożyteczności obywatelstwa, samej tylko godnej imienia prawdziwej cnoty), Wilno 1775; wyd. następne: zobacz poz. 12, t. 1, (przypisane A. Tyszkiewiczowej)
7. Kazanie... do Trybunału Głównego W. Ks. Litewskiego w Grodnie, w kościele Ś. Ksawiera, w dzień... obchodu pamiątki pierwszego dnia dwunastego roku panowania... Stanisława Augusta. Dnia 8 września 1775. (O uszanowaniu i posłuszeństwie królom), Grodno 1775; wyd. następne: z nieco zmienionym tytułem, Warszawa 1776; zobacz poz. 11; poz. 12, t. 1, (przypisane K. Poniatowskiemu)
8. Kazanie... do... Trybunału Głównego W. Ks. Litewskiego na limitę kadencji ruskiej w dzień Ś. Michała Archanioła. (O nadgrodzie sprawiedliwych), Grodno 1775; wyd. następne: zobacz poz. 11; poz. 12, t. 1
9. Do... Kazimierza Poniatowskiego... w dzień imienin 4 marca r. 1776, brak miejsca wydania 1776, (wiersz)
10. Kazanie... do... Trybunału Głównego W. Ks. Litewskiego 1 maja 1776 w Grodnie, wydane w poz. 11; wyd. osobne Wilno 1777
11. Kazania na Post Wielki r. 1775 i do Trybunału Głównego W. Ks. Litewskiego miane, Warszawa 1776; wyd. następne: zobacz poz. 12, t. 1 (bez poz. 10); zobacz Wydania zbiorowe poz. 4 (tu 6 pierwszych kazań). Zawartość: 7 kazań wygłoszonych w czasie Wielkiego Postu 1775 w warszawskiej kolegiacie Św. Jana oraz poz. 5, 7-8, 10
12. Kazania. Religii i społeczności t. 1-2, Warszawa 1776-1777; wyd. następne: Kazania... w różnych okolicznościach miane t. 1-3, Kraków 1806; wyd. następne t. 2: brak miejsca wydania 1778; zobacz Wydania zbiorowe poz. 3, t. 6 (2 wydania). Zawartość t. 1: 7 kazań postnych, jak wyżej poz. 11, m.in. poz. 3-8; t. 2: 10 kazań wygłoszonych w czasie jubileuszu 1776 o powinności panów względem poddanych, (kazanie 4 wywołało wśród szlachty i części duchowieństwa zgorszenie i spotkało się już następnego dnia – 25 września – z kaznodziejską repliką w kościele dominikańskim)
13. Do Jerzego z książąt litewskich na Łubnie Połubińskiego, archidiakona wileńskiego, na ofiarowany order od Stanisława Augusta, Wilno 1777 (wiersz); druk nie wymieniany przez Estreichera; informacja E. Rabowicz
14. Kazanie... do... Trybunału Głównego W. Ks. Litewskiego... dnia 1 maja r. 1777 w Grodnie, brak miejsca i roku wydania, (dedykowane J. Judyckiemu)
15. Kazanie... w dzień dorocznej szczęśliwej koronacji Najjaśniejszego Pana miane, Wilno 1777
16. Kazanie... do... Trybunału Głównego W. Ks. Litewskiego na rozpoczęcie kadencji litewskiej miane... dnia 15 listopada, Wilno 1777, (dedykowane J. Judyckiemu)
17. Kazanie... do... Trybunału Głównego W. Ks. Litewskiego... w dzień pamiątki... koronacji... Stanisława Augusta d. 25 grudnia 1777..., Wilno brak roku wydania
18. Kazanie... na rozpoczęcie Trybunału Głównego W. Ks. Litewskiego przed obraniem do laski marszałkowskiej... Michała hr. Rokickiego... i o rozumnej narodu wolności i szlachetności prawdziwej d. 1 maja 1778, Grodno brak roku wydania
19. Do Michała Butlera, starosty preńskiego, kawalera Orderu Św. Stanisława, na order jemu ofiarowany od Stanisława Augusta. W Prenach, r. 1778, w miesiącu sierpniu, brak miejsca wydania 1778 (wiersz). Druk niewymieniony przez Estreichera; informacja E. Rabowicz
20. Na pogrzebie... Antoniego na Łohojsku i Berdyczewie hr. Tyszkiewicza... dnia 22 marca 1779 w Mińsku..., Wilno 1779
21. Kazanie... do... Trybunału W. Ks. Litewskiego w uroczystość imienin N. Pana... i festu orderu Ś. Stanisława... w Grodnie d. 8 maja 1779, Grodno brak roku wydania
22. Kazanie o miłości ojczyzny na rozpoczęcie Trybunału Głównego W. Ks. Litewskiego dnia 1 maja 1781 w Grodnie..., brak miejsca wydania 1781; wyd. inne: brak miejsca i roku wydania, (dedykowane A. K. Czartoryskiemu)
23. Kazanie o miłości ojczyzny na reasumpcji Trybunału Głównego W. Ks. Litewskiego 1781 miane w Wilnie, Wilno 1781 (2 wydania, w tytule drugiego dokładna data wygłoszenia: "15 9bra" i dedykacja A. K. Czartoryskiemu); wyd. następne Wilno 1782 (z wierszem do JWW. Karpowiczów); Estreicher XIX (1903) 150 wymienia jeszcze wyd.: Kazanie o miłości ojczyzny, Warszawa 1781 – nie podaje jednak, którego z 2 kazań dotyczy
24. Kazanie na rozpoczęcie Trybunału Głównego W. Ks. Litewskiego w r. 1782 d. 1 i 8 maja miane w Grodnie. Pierwsze o szlachetności i chęci do usług ojczyźnie. Drugie o ciężarach i pociechach osób na urzędzie i godności będących, Wilno 1783, (dedykowane J. Radziwiłłowi; porównaj także poz. 25)
25. Kazanie... do... Trybunału, Wilno 1782, (prawdopodobnie identyczne z jednym, zapisanym w poz. 24)
26. Kazanie... na rozpoczęcie Trybunału Głównego W. Ks. Litewskiego w r. 1783 d. 1 maja w Grodnie, o poczciwości... miane, Grodno 1783
27. Na rocznicę imienin Kscia Ignacego Massalskiego bisk. wileń. oda. 1783, 31 lipca, brak miejsca i roku wydania
28. Kazanie na obchód stoletniej pamiątki zwycięstwa króla Jana III i Polaków nad Turkami w obronie Wiednia i chrześcijaństwa całego, r. 1683... Miane w kościele Ś. Jana w Akademii Wileńskiej, wyd. M. Poczobut: Pamiątka stoletnia zwycięstwa, Wilno (1783) i odb.
29. Kazanie w dzień Katarzyny ś. na uroczystość Akademii i pamiątkę... koronacji... Stanisława Augusta króla... miane... 25 Novembra 1783, Wilno (1784)
30. Oratio ad initium lectionum theologiae dogmaticae in Schola Principe M. D. L... Mowa przy zaczęciu lekcji teologii dogmatycznej w Szkole Głównej W. Ks. Litewskiego w Akademii Wileńskiej publicznie miana r. 1783 (3 grudnia), brak miejsca i roku wydania, (tekst polski i łaciński)
31. Kazanie w uroczystość imienin... Stanisława Augusta do Trybunału Głównego W. Ks. Litewskiego w Grodnie miane. (Rząd nie może być bez władzy i naród nie może stać bez rządu i zwierzchności), Wilno (1784)
32. Kazanie o zgodzie i jedności obywatelów... w uroczystość imienin... Stanisława Augusta króla miane 8 maja r. 1786, Wilno (1786, dwa wydania); w rękopisie Biblioteki Narodowej (depozyt prezydenta z Archiwum Wilanowskiego, sygn. 242), zniszczony w roku 1944, znajdował się Przydatek do rozesłanego kazania mianego a. 1786 przez...
33. Kazanie na uroczystość ś. ś. Piotra i Pawła apostołów, przy wprowadzeniu odpustów od Stolicy Apostolskiej... miane... dnia 29 Junii 1788. (O władzy duchownej w kościele), Wilno 1788, (dedykowane J. Pacowi)
34. Kazanie o władzy Kościoła, jak jest narodom zbawienna, i o majątkach kościołów, jak narodom są użyteczne, w dzień ś. ś. apostołów Piotra i Pawła w Wilnie... miane 1789, brak miejsca i roku wydania, (dedykowane J. K. Kossakowskiemu)
35. Kazanie o potrzebie poczciwości i religii w obywatelach i urzędach na rozpoczęciu Trybunału Głównego W. Ks. Litewskiego... w Wilnie... d. 15 Novembris 1789, Wilno brak roku wydania
36. Kazanie w uroczystość dorocznej pamiątki... koronacji... Stanisława Augusta, o władzy boskiej nad rządami ludzkiego narodu, do Trybunału Głównego W. Ks. Litewskiego... w Wilnie 25 9bris 1789 miane, Wilno 1789
37. Kazanie... w uroczystość imienin J. Kr. Mości i pamiątkę ustanowienia orderu Ś. Stanisława... do Trybunału Głównego W. Ks. Litewskiego w dzień doszłej wiadomości do Grodna o konstytucji rządowej miane 8 maja 1791, Grodno 1791, (przypisane P. Brzostowskiemu)
38. Kazanie... na pierwszym zafundowaniu powiatu preńskiego i rozpoczęciu pierwszych sejmików w kościele parafialnym preńskim 14 lutego 1792 r., Wilno brak roku wydania
39. Na zaprzysiężeniu uroczystym Ustawy Rządowej 3 i 5 Maja od Trybunału Głównego W. Ks. Litewskiego, jego palestry, kancelarii i chorągwi trybunalskiej, w dniu 15 marca r. 1792... w Wilnie kazanie..., Wilno brak roku wydania
40. Kazanie na żałobnym obchodzie pamiątki tych obywateli, którzy w dniu Powstania Narodu w Wilnie i w następnym gonieniu nieprzyjaciół życie swe mężnie za wolność i ojczyznę położyli... miane w Wilnie dnia 20 maja 1794. a z rozkazu Rady Narodowej Litewskiej do druku podane, Wilno 1794; przekł. litewski (1794)
41. Mowa kaznodziejska obywatela... przy poświęceniu broni i chorągwi, gdy pospolite ruszenie województwa wileńskiego wychodzące już na wojnę, miana 25 Junii na równinach, Jozafatową Doliną zwanych, pod Wilnem 1794... Z dodatkiem modlitw, pobudek i przykładów rycerskich z Pisma Ś. przez ks. Skargę zebranych, Wilno (1794)
42. Mowa przed zaprzysiężeniem homagii od prowincji dotąd polskich, Litwy, Żmudzi, Mazowsza i Podlasia w pewnych częściach... Fryderykowi Wilhelmowi królowi pruskiemu w Gembinie dnia 6 lipca r. 1796, Warszawa (1796); wyd. inne: Mowa... w dniu hołdu patentem N. Króla JMci Pruskiego przeznaczonym w Gumbinie r. 1796 mca lipca 6 dnia miana, brak miejsca wydania 1796; wyd. następne: "Mowa odpowiednia... na mowę mianą w Gumbinie podczas homagium odbieranego 6 Julii 1796 przez ministra pruskiego, barona de Schrötter", Archiwum Wróblewieckie zeszyt 2 (1876), s. 97-99

### Wydania zbiorowe
1. Kazania... w różnych okolicznościach miane t. 1-3, Kraków 1806; zobacz Ważniejsze kazania i mowy poz. 12
2. Kazania i inne dzieła. T. 1-3. Edycja nowa i zupełna, Warszawa 1807-1808 Zbiór Biblioteki Kaznodziejskiej; t. 1 miał 2 wydania; zawartość t. 1: Kazania postne; t. 2-3: Kazania niedzielne
3. Kazania, t. 1-8, Warszawa 1808-1814; z portretem autora i biografią; zawartość t. 1: Kazania postne troiste; t. 2: Kazania niedzielne w r. 1770 i 1771 miane w kościele Św. Krzyża w Warszawie; t. 3: Kazania niedzielne; t. 4-5: Kazania świątalne; t. 6: Kazania jubileuszowe; t. 7: Kazania trybunalskie; t. 8: Kazania przygodne; wydanie planowane na 11 tomów (w 3 ostatnich miały się znajdować Uwagi nad historią kościelną)
4. Kazania postne we czwartki Wielkiego Postu miane, Przemyśl 1830; zobacz Ważniejsze kazania i mowy poz. 11; przekł. czeski (1869-1875)

### Listy i materiały
1. Korespondencja ze Stanisławem Augustem, rękopisy: Biblioteka Czartoryskich, sygn. 667, 697 (listy z roku 1786), 728 (listy z 1791), 733, 924 (listy z lat 1791-1792); Archiwum Główne Akt Dawnych (Archiwum Królestwa Polskich, sygn. 355, t. 5, k. 8-9, list z 8 stycznia 1795); fragmenty ogł. A. Maciejewski w: Mowa duchowna przy wprowadzeniu ciała do kościoła katedralnego... M. F. Karpowicza... miana d. 11 grudnia 1803, Warszawa 1805, s. 25-27
2. Do Kazimierza Rogowskiego... z okazji mów od niego po łacinie przełożonych, dat. Wilno 1 czerwca 1788; ogł. w: Ł. Górnicki Sprawa przeciw Dymitrowi i za Dymitrem, po łacinie przełożona..., (tłum. Adam i Aleksander Chreptowiczowie), Wilno 1788
3. Do J. Komarzewskiego, rękopisy Biblioteki Czartoryskich, sygn. 733, 924 (listy z lat 1791-1792)
4. Do M. Poczobuta, rękopis Biblioteka Uniwersytetu Wileńskiego, sygn. D.C. 42
5. Do I. Potockiego, rękopis Archiwum Główne Akt Dawnych (Archiwum Wilanowskie, sygn. 279 b, t. 6)
6. Autograf kazania z dnia 19 września 1784, rękopis Biblioteki Czartoryskich, sygn. 959, s. 307-322
7. Rachunek za druk kazania, rękopis Archiwum Główne Akt Dawnych (Archiwum Jabłonny, sygn. A 248)